# 17. арондисман Париза
17. арондисман Париза је један од 20 арондисмана главног града Француске. Налази се на десној обали реке Сене .

## Географија
Површина земљишта овог арондисмана је 5.669 км2 или 1.401 хектара.
Смештен на десној обали реке Сене, овај арондисман је подељен на 4 административна округа: Тернес и Монсо у југозападном делу, два округа више класе који су више по Хаусмановом стилу; у средини арондисмана, округ Батињнол, подручје које углавном заузимају младе породице или парови, са израженим процесом гентрификације; у североисточном делу, округ Епинетес, бивши индустријски округ који је престао да живи, који је углавном средња класа и такође доживљава мање напредан процес гентрификације.  
Градска већница 17. арондисмана налази се у Батинњолској улици. То је једина градска кућа у Паризу која се налази у модерној згради. Првобитна зграда је срушена 1971. године како би се направио простор за садашње здање.  У 17. арондисману се налази и Палата конгреса у Паризу, која је велики изложбени центар са припадајућим високим хотелом, Хајат Реџенси, највећим у граду.

## Демографија
Највећи број становника 17. арондисман Париза достигао је 1954. године, када је имао 231.987 становника. Данас, арондисман остаје густ у броју становника и пословних активности, са 160.860 становника и 92.267 радних места према последњем попису (1999).

### Историја становништва
| Година (француски пописи)    | Популација | Густина (ст. по км2 ) |
| ---------------------------- | ---------- | --------------------- |
| 1872. године                 | 101,804    | 17,955                |
| 1954. (врхунац становништва) | 231,987    | 40,922                |
| 1962. године                 | 227,687    | 40,164                |
| 1968                         | 210,299    | 37,096                |
| 1975. године                 | 186,293    | 32,862                |
| 1982                         | 169,513    | 29,902                |
| 1990                         | 161,935    | 28,565                |
| 1999                         | 160,860    | 28,375                |
| 2009                         | 168,454    | 29,710                |

## Економија
Југозападни део арондисмана је веома густ у канцеларијама, углавном услужним. Тамо има седиште неколико великих компанија.
Седиште Дејлимоушн-а се налази у Имуб Хоризонс 17 .   Када је постојао, Газ де Франс је имао седиште у 17. арондисману. 
Батињнол и Епинетес, две некадашње индустријске области, сада су углавном стамбене. Област око авеније Клиши, коју дели са 8., 9. и 18. арондисманом Париза, заузима много продавница. Ово је трећа највећа авенија Париза по продаји.

## Град

### Места од интереса
- Тријумфална капија (делимична)
- Левисова улица
- Национални музеј Жан-Жак Хенер
- Палата конгреса и Хотел Конкорд Лафајет

## Образовање
У арондисману се налази шведска школа. 

## Галерија
- Национални музеј Жан-Жак Хенер
- Биоскоп Макмахон
- Протестантска црква Батињнол